# Grupos Especiais
Os Grupos Especiais (GE) foram pequenas unidades especiais de assalto, constituídas a partir de 1970 pelo Comando-Chefe das Forças Armadas Portuguesas em Moçambique, para atuarem na Guerra do Ultramar. Mais tarde foram também constituídas unidades de Grupos Especiais Páraquedistas (GEP) capazes de realizarem operações aerotransportadas e unidades de Grupos Especiais de Pisteiros de Combate (GEPC) especializados em seguir o rasto de terroristas. Em 1974, estavam operacionais 84 grupos especiais e 12 grupos especiais páraquedistas.

## Constituição e Treino
Apesar de serem treinados e de operarem sob comando do Exército Português (e Força Aérea Portuguesa no caso dos GEP), os GE não estavam integrados nas Forças Armadas, sendo considerados forças para-militares. Os GE eram constituídos por voluntários locais, enquadrados por graduados metropolitanos. Com excepção dos GEP, cada GE era normalmente integralmente constituído por membros da mesma etnia africana.
Os GE recebiam um treino semelhante aos Comandos e os GEP aos Caçadores Páraquedistas, no Centro de Instrução de Grupos Especiais (CIGE) no Dondo.

## Organização
Cada GE ou GEP estava organizado como um grupo de combate, constituído por um oficial (comandante de grupo), um sargento (adjunto) e 27 soldados e cabos, organizados em 3 secções, cada uma constituída por 2 esquadras. O comandante e o adjunto de cada grupo eram muitas vezes metropolitanos, normalmente militares ou ex-militares com a especialidade Comando, Operações Especiais ou Páraquedista. Os restantes combatentes eram locais africanos. Normalmente quatro GEs ou GEPs constituiam uma companhia.
Enquanto que os GEP foram agrupados e enquadrados no Batalhão de Grupos Especiais Páraquedistas, os GE actuavam adidos às unidades regulares do Exército, como suas subunidades de intervenção. Em 1973, foi organizado o Comando-Geral dos Grupos Especiais.

## Símbolos e Fardamento
Os GE tinham como uniforme padrão uma farda de combate totalmente negra. No entanto, muitas vezes utilizavam a farda de combate camuflada do Exército Português. Como cobertura de cabeça, os GE usavam uma boina amarela e os GEP uma boina vermelha grená, ambas com o emblema dos GE (Escudo da Província de Moçambique sobre uma adaga e rodeado de uma coroa de louros). Por curiosidade, é de observar que os GEP foram a primeira força militar portuguesa a usar boina vermelha, ainda antes dos Comandos que só a adoptaram oficialmente em 1974.